# Callicarpa yunnanensis
Callicarpa yunnanensis là một loài thực vật có hoa trong họ Hoa môi. Loài này được W.Z.Fang mô tả khoa học đầu tiên năm 1982.